# Gare de Kawanishi-Noseguchi
La gare de Kawanishi-Noseguchi (川西能勢口駅, Kawanishi-Noseguchi-eki) est une gare ferroviaire de la ville de Kawanishi, dans la préfecture de Hyōgo, au Japon. La gare est exploitée par les compagnies Hankyu et Noseden.

## Situation ferroviaire
La gare de Kawanishi-Noseguchi est située au point kilométrique (PK) 17,2 de la ligne Hankyu Takarazuka. Elle marque le début de la ligne Myōken.

## Historique
La gare de Kawanishi-Noseguchi a été inaugurée le 8 avril 1913.

## Service des voyageurs

### Accueil
La gare dispose d'un bâtiment voyageurs, avec guichets, ouvert tous les jours.

### Desserte

#### Hankyu
- Ligne Hankyu Takarazuka :
  - voie 1 : direction Takarazuka
  - voies 2 et 3 : direction Jūsō et Osaka-Umeda

#### Noseden
- Ligne Myōken :
  - voies 4 et 5 : direction Nissei-chuo et Myōkenguchi

### Intermodalité
La gare de Kawanishi-Ikeda de la JR West est située à environ 400 m au sud-ouest.